# Bachianas Brasileiras: Meu Nome É Villa-Lobos
Bachianas Brasileiras: Meu Nome É Villa-Lobos é um filme brasileiro de 1979 dirigido para a televisão por José Montes-Baquer, baseado na biografia do compositor Heitor Vila-Lobos.

## Elenco
- Rildo Gonçalves .... Villa-Lobos
- Amilton Monteiro
- Sérgio Mamberti
- Monique Lafond
- Tânia Alves